# Dominik Depta
Dominik Depta (ur. 24 września 1986) – polski piłkarz, futsalista, piłkarz plażowy, reprezentant w piłce nożnej plażowej. Na hali gra w AZS Uniwersytecie Gdańskim, na piasku gra w KP Łódź. Uczestnik Mistrzostw Świata w piłce nożnej plażowej 2006, Mistrzostw Świata w piłce nożnej plażowej 2017 oraz Euro Winners Cup w latach 2016-2019.

## Statystyki osobiste[1]
| Liga                                 | Zespół                  | Rozegrał | Gole | Żółte kartki | Czerwone kartki |
| ------------------------------------ | ----------------------- | -------- | ---- | ------------ | --------------- |
| Statscore Futsal Ekstraklasa 2020/21 | Team Lębork             | 6        | 5    | 1            | 0               |
| I liga grupa I 2019/20               | Team Lębork             | 16       | 22   | 2            | 0               |
| I liga grupa I 2018/19               | Team Lębork             | 19       | 27   | 3            | 0               |
| I liga grupa I 2017/18               | Team Lębork             | 18       | 19   | 4            | 0               |
| Ekstraklasa 2016/17                  | AZS Uniwersytet Gdański | 17       | 8    | 7            | 0               |
| I liga grupa I 2015/16               | AZS Uniwersytet Gdański | 21       | 16   | 6            | 0               |
| Ekstraklasa 2014/15                  | AZS Uniwersytet Gdański | 21       | 8    | 5            | 0               |
| Ekstraklasa 2013/14                  | AZS Uniwersytet Gdański | 20       | 16   | 4            | 0               |
|                                      |                         | 138      | 121  | 32           | 0               |